# Anodendron punctatum
Anodendron punctatum är en oleanderväxtart som beskrevs av Ying Tsiang. Anodendron punctatum ingår i släktet Anodendron och familjen oleanderväxter. Inga underarter finns listade i Catalogue of Life.